# Challenger de Buenos Aires 2011
Il Challenger de Buenos Aires 2011, noto anche come Copa Topper per motivi di sponsorizzazione, è stato un torneo professionistico di tennis maschile giocato sulla terra rossa. È stata la 2ª edizione del torneo, facente parte dell'ATP Challenger Tour nell'ambito dell'ATP Challenger Tour 2011. Si è giocato a Buenos Aires in Argentina dal 7 al 13 novembre 2011.

## Partecipanti

### Teste di serie
| Nazionalità | Giocatore       | Ranking* | Testa di serie |
| ----------- | --------------- | -------- | -------------- |
| Argentina   | Carlos Berlocq  | 65       | 1              |
| Portogallo  | Rui Machado     | 77       | 2              |
| Brasile     | Ricardo Mello   | 84       | 3              |
| Argentina   | Diego Junqueira | 88       | 4              |
| Argentina   | Leonardo Mayer  | 95       | 5              |
| Portogallo  | Frederico Gil   | 96       | 6              |
| Brasile     | João Souza      | 104      | 7              |
| Cile        | Paul Capdeville | 111      | 8              |

- 1 Ranking al 31 ottobre 2011.

### Altri partecipanti
Giocatori che hanno ricevuto una wild card:
- Facundo Argüello
- Nicolás Pastor
- Marco Trungelliti
- Agustín Velotti

Giocatori che hanno ricevuto uno special exempt per entrare nel tabelloe principale:
- Juan Pablo Brzezicki

Giocatori che sono passati dalle qualificazioni:
- Marcel Felder
- Andrej Kuznecov
- Leandro Migani
- Diego Schwartzman

## Campioni

### Singolare
Carlos Berlocq ha battuto in finale  Gastão Elias con il punteggio di 6–1, 7–6(3).

### Doppio
Carlos Berlocq /  Eduardo Schwank hanno battuto in finale  Marcel Felder /  Jaroslav Pospíšil con il punteggio di 6(1)–7, 6–4, [10–7].